# Barbara Szambelan
Barbara Szambelan (ur. 22 października 1935 w Gorzędowie) – polska nauczycielka i działaczka społeczna, posłanka na Sejm PRL V i VI kadencji (1969–1976). 

## Życiorys
W 1954 ukończyła liceum pedagogiczne i podjęła pracę w jednej z gorzowskich szkół podstawowych. W lutym 1955 rozpoczęła pracę w Szkole Podstawowej w Nowym Drezdenku, skąd w roku szkolnym 1955/1956 przeniosła się do Szkoły Podstawowej w Niegosławiu, a potem wróciła do pracy w Nowym Drezdenku, ucząc tam do 1967. W latach 1964–1967 kontynuowała edukację w zaocznym Studium Nauczycielskim w Gorzowie Wielkopolskim. Od 1967 zatrudniona była w szkole podstawowej Strzelcach Krajeńskich, a także w lokalnej poradni wychowawczo-zawodowej.
W 1962 wstąpiła do Polskiej Zjednoczonej Partii Robotniczej. W 1965 została radną i członkinią prezydium Gminnej Rady Narodowej, a także zasiadła w Gromadzkim Komitecie PZPR w Nowym Drezdenku. W latach 1967–1970 była sekretarzem POP w Szkole Podstawowej w Strzelcach Krajeńskich. Potem została wybrana na zastępcę, a następnie na członka plenum Komitetu Powiatowego PZPR. Trzykrotnie była delegatką na Powiatową Konferencję Sprawozdawczo-Wyborczą PZPR w Strzelcach. Była także delegatką na Wojewódzką Konferencję Przedzjazdową PZPR w Zielonej Górze. W 1969 uzyskała mandat posłanki na Sejm PRL V kadencji w okręgu Gorzów Wielkopolski. Była członkiem Komisji Oświaty i Nauki. W 1972 ponownie wybrana do Sejmu w tym samym okręgu, zasiadła w Komisjach Oświaty i Wychowania oraz Spraw Zagranicznych.
Od 1955 jest żoną Mariana Szambelana (ur. 1933), który także był nauczycielem i działaczem PZPR. W 1970 otrzymała Brązowy Krzyż Zasługi.